# Elias Hane
Elias Hane, född  31 oktober 1868, död 13 april 1932 i Kiruna, var en svensk predikant och psalmförfattare.
Hane föddes och växte upp i Bergshyttan, sydost om Morskoga, i nuvarande Linde bergslags församling, i Lindesbergs kommun. Vid födelsen tillhörde byn möjligen Hed församling i Västmanland på samma sätt som många andra "gränsbyar" byttes församlingstillhörighet. 
Hane studerade vid Betelseminariet i Stockholm 1895-1898 och blev sedan baptistpastor i Västerås, Ekeby och Nyköping innan han blev resepredikant för en tid och sedan pastor i Luleå Pingstförsamling innan han återgick till att bli resepredikant.
Elias Hane finns representerad i Den svenska psalmboken 1986 med en psalm (nr 52) och i några frikyrkliga psalmböcker, bland annat Frälsningsarméns sångbok 1990 (FA), med ett verk. Hans verk blev fria för publicering 2002. Han publicerade sångsamlingarna Grundtoner I 1910 och Grundtoner II 1911.

## Psalmer
- Herre, se vi väntar alla (1986 nr 52, Segertoner 1930 & 1960 nr 46), 1910, översatt vers tre, i Segertoner även en fjärde vers. Finns på Wikisource.
- Nu midnattstimmen inne är (Segertoner 1930 nr 52)
- När Jesus uppstått ur sin grav (Segertoner 1930 nr 47)
- Vill du från syndernas börda bli fri? (FA nr 377) översatt 1911